# SCARA-Roboter

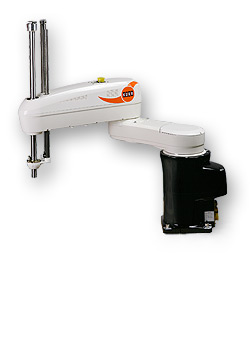
SCARA-Roboter

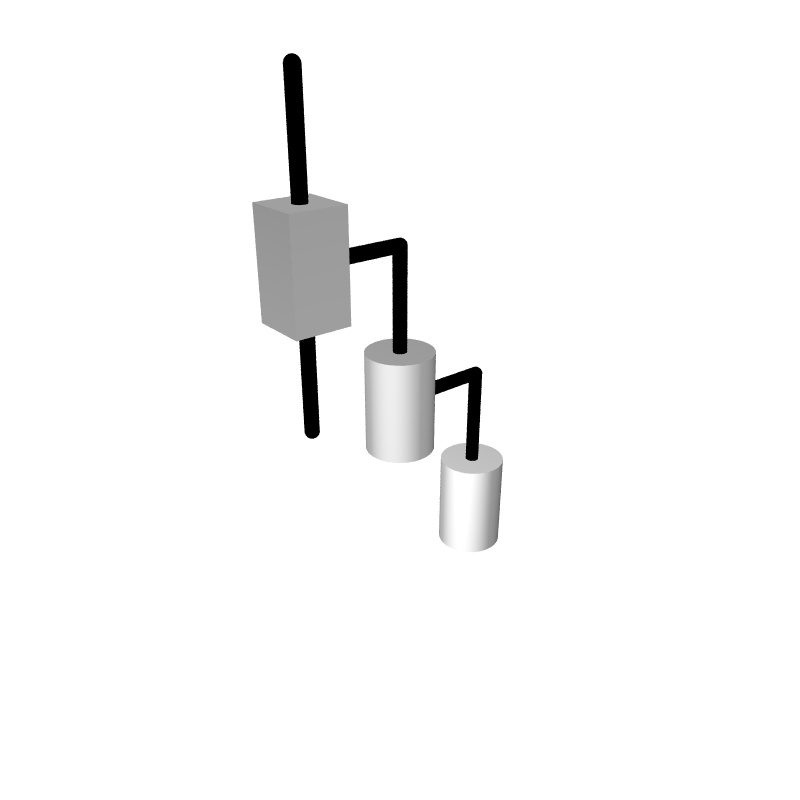
Schematische Darstellung der Achskonfiguration eines SCARA-Roboters

Der SCARA-Roboter (Abkürzung für engl. Selective Compliance Assembly Robot Arm) ist ein besonderer Typ Industrieroboter, dessen Aufbau einem menschlichen Arm ähnelt und daher auch als „horizontaler Gelenkarmroboter“ bezeichnet wird.

## Aufbau und Eigenschaften
Ein SCARA-Roboter besitzt in der Regel vier Achsen und vier Freiheitsgrade. Sämtliche Achsen sind als serielle Kinematik ausgeführt, d. h. der Koordinatenursprung der folgenden Achse ist nur abhängig von der Position der vorhergehenden. Bei einem SCARA-Roboter sind die erste und zweite Achse rotatorischer Natur, die dritte und die vierte Achse sind vielfach aus einem Bauelement hergestellt (der Kugelrollspindel), und erlauben eine rotatorische und eine Linearbewegung. Das Werkzeug des Roboters wird am unteren Ende der Z-Achse montiert. 
SCARA-Roboter gibt es in unterschiedlichen Größen – die Reichweite der am weitesten verbreiteten Modelle liegt zwischen 100 mm und 1.200 mm. Roboter dieses Typs können Nutzlasten im Bereich von 1 kg bis zu 200 kg handhaben.
Der Arbeitsbereich eines solchen Roboters ist auf Grund seiner Armgeometrie typischerweise nierenförmig. Die konkreten Abmessungen hängen dabei natürlich von den konkreten Randbedingungen wie Armlängen, Winkel etc. ab.

## Einsatz
Dieser Robotertyp wurde auf Grund seiner schnellen und wiederholgenauen Bewegung speziell für sogenannte Montage- und Fügeaufgaben sowie für Pick-and-Place-Anwendungen, bei der ein Bauelement von einem Platz zum anderen gebracht wird, entwickelt. Seine Stärke ist das horizontale Transportieren und vertikale Fügen mit eher geringen Fügekräften, ohne dass es zu seitlichem „Ausweichen“ kommt. Ein Nachteil des Scara-Roboters besteht darin, dass er nur parallel zu einer Arbeitsebene hantieren kann, da ihm für nicht planparallele Flächen die Freiheitsgrade fehlen. Für solche Anwendungen sind 5- oder 6-Achs-Roboter geeignet.

## Hersteller
- Italien:
  - COMAU Robotics
- Deutschland:
  - ASYS Automatic Systems
  - Dürr AG
  - roTeg Roboter Technologie
  - Bosch Rexroth
  - Kuka

- Japan:
  - FANUC[1]
  - IAI
  - Omron[1]
  - Denso
  - Epson[1]
  - Hirata[1]
  - Mitsubishi Automation
  - Motoman von Yaskawa Denki
  - Yamaha-Robotics[1]

- Schweiz:
  - Stäubli AG[1] hat die Produktion von Bosch Rexroth übernommen.
  - Metrohm AG -> Sample Robot (OMNIS Plattform)
  - ABB Robotics
- China
  - KUKA AG